# Herb Krobi
Herb Krobi – jeden z symboli miasta Krobia i gminy Krobia w postaci herbu ustanowiony 18 lutego 2008.

## Wygląd i symbolika
Herb przedstawia w polu błękitnym św. Pawła. Postać świętego z mieczem w prawej ręce i czerwoną księgą w lewej, nimb i narzuta – złote, miecz, szata i spodnie – srebrne, buty i włosy srebrne, twarz i ręce jasnoczerwone.